# Repujînți, Horodenka
Repujînți (în ucraineană Репужинці) este un sat în comuna Daleșove din raionul Horodenka, regiunea Ivano-Frankivsk, Ucraina.

## Demografie
Componența lingvistică a localității Repujînți
     Ucraineană (100%)
Conform recensământului din 2001, toată populația localității Repujînți era vorbitoare de ucraineană (100%).